# Zeit zu leben und Zeit zu sterben (Film)
Zeit zu leben und Zeit zu sterben (Originaltitel A Time to Love and a Time to Die) ist ein in den USA unter der Regie von Douglas Sirk produziertes Kriegsdrama aus dem Jahr 1958. Der Film basiert auf dem gleichnamigen Roman von Erich Maria Remarque aus dem Jahr 1954. John Gavin und Liselotte Pulver sind in den Hauptrollen eines jungen Paares besetzt, das sich während des Zweiten Weltkriegs ineinander verliebt.

## Handlung
Ernst Graeber und seine Truppe befinden sich in der Ukrainischen SSR auf dem Rückzug. Obgleich sein Gewissen revoltiert, beteiligt er sich an der Liquidation von Partisanen. Einer seiner Kameraden bringt sich verzweifelt um. Im Frühjahr 1944 erhält Graeber seinen langersehnten Heimaturlaub. Er kehrt in seine Heimatstadt zurück, die jedoch völlig zerbombt ist, sein Elternhaus findet er erst nach langem Suchen wieder und erfährt, dass seine Eltern vermisst werden. Auf der Suche nach ihnen lernt er Elisabeth Kruse kennen, die Tochter eines Arztes, der wegen einer „wehrkraftzersetzenden“ Äußerung ins KZ gekommen ist. Sie verlieben sich inmitten der Kriegswirren ineinander.
Graebers alter Schulfreund Oscar Binding ist mittlerweile Kreisleiter geworden und bietet Graeber großspurig Wohnung, Alkohol und Unterstützung an. Graeber hält sich jedoch von ihm fern und übernachtet lieber in einem provisorisch hergerichteten Lazarett, wo die Kameraden ihn mit einer blauen Ausgehuniform ausrüsten, so dass er mit Elisabeth ein elegantes Restaurant aufsuchen kann, aus dem sie sich gerade noch rechtzeitig retten können, bevor es von Bomben zertrümmert wird.
Trotz aller Schwierigkeiten heiraten Ernst Graeber und Elisabeth nach kurzer Zeit, werden aber in Elisabeths Wohnung ausgebombt. Graeber sucht seinen alten Lehrer Professor Pohlmann auf, der den Juden Joseph verstecken hilft. Pohlmann kann Graeber die Schuldgefühle, die diesen wegen seiner Taten an der Ostfront quälen, nicht abnehmen und auch nichts vorbringen, was ihm Erleichterung verschaffen würde, eher im Gegenteil: Er weist seinen früheren Schüler darauf hin, dass ein Verbrechen dadurch, dass es befohlen wurde, nicht automatisch entschuldigt ist.
Als ihr Ehemann nimmt Graeber einen Termin Elisabeths bei der Gestapo wahr. Ihm wird von einem Untersturmführer die Asche von Elisabeths Vater in einer Zigarrenkiste ausgehändigt. Graeber und Elisabeth finden Zuflucht bei Frau Witte und leben bei ihr die restliche Zeit während Graebers Heimaturlaub zusammen.
Am Ende seines Heimaturlaubs muss Graeber zurück an die Front. Dort angekommen, trifft er auf die Überlebenden seiner Einheit und tötet in Notwehr einen Kameraden, der sich schon vorher als nationalsozialistischer Scharfmacher hervorgetan hat, als dieser gefangene Zivilisten erschießen will. Graeber lässt die Zivilisten frei, wird aber von einem von ihnen mit der Waffe des von ihm getöteten Kameraden erschossen. Die letzte Einstellung zeigt Graeber, der sterbend auf einem Brückenrand liegt, seine Hand greift nach dem im Wasser forttreibenden Brief Elisabeths, in dem sie ihm mitteilt, dass sie schwanger ist.

## Produktion

### Produktionsnotizen
Der Film basiert auf dem gleichnamigen Roman von Erich Maria Remarque. Der Schriftsteller wurde von Universal Pictures als Drehbuchautor angekündigt, jedoch hatte Remarque so gut wie keinen Einfluss auf die Gestaltung des Drehbuchs. Er protestierte daraufhin in einem Brief an seinen Agenten Felix Guggenheim gegen seine Nennung als Drehbuchautor. In den Credits tauchte er sodann nur als Autor der Vorlage auf.
Als weibliche Hauptdarstellerin war ursprünglich Marianne Koch vorgesehen, die bei Universal unter Vertrag stand und mit Sirk bereits bei dem Filmmelodram Der letzte Akkord zusammengearbeitet hatte. Man entschied sich dann aber für Liselotte Pulver. Für die männliche Hauptrolle hatte man zunächst an Paul Newman gedacht, das Studio besetzte diese jedoch mit dem noch unbekannten John Gavin, der zum Nachfolger von Rock Hudson aufgebaut werden sollte.
Verschiedene Kriegsszenen des Films wurden in den Ruinen der Ortschaften Hopfenohe, Bernreuth und Altenweiher auf dem Truppenübungsplatz Grafenwöhr gedreht.
Alle deutschsprachigen Darsteller synchronisierten sich für die deutschsprachige Fassung auch selbst – mit Ausnahme von Autor Remarque, der von Robert Klupp synchronisiert wurde. Synchronfirma war die Berliner Synchron GmbH – Wenzel Lüdecke in Berlin. Das Dialogbuch verfasste Fritz A. Koeniger, die Dialogregie lag bei Volker Becker.

### Veröffentlichung
Der Film hatte in Denver in Colorado in den USA am 24. Juni 1958 Premiere. In der Bundesrepublik Deutschland wurde er im Juli 1958 auf der Berlinale erstmals vorgestellt, bevor er am 19. September 1958 in die deutschen Kinos kam. Carol Media Home Entertainment veröffentlichte den Film am 14. April 2008 mit einer deutschen Tonspur auf DVD.
Am 4. Juli 1958 lief der Film dann allgemein in den Vereinigten Staaten an. Im selben Jahr wurde er auch in London im Vereinigten Königreich, in Schweden, in Japan, Uruguay, Portugal und Italien veröffentlicht. 1959 erfolgte eine Veröffentlichung in Finnland, Frankreich, Argentinien und Dänemark, 1960 in Barcelona und in Madrid in Spanien. Veröffentlicht wurde der Film zudem in Brasilien, Bulgarien, Kanada, Griechenland, im Iran, in Polen, Rumänien, Serbien und in der Sowjetunion. 
Der Arbeitstitel des Films lautete There’s a Time to Love respektive Will o’ he Wisp. Ein englischer Alternativtitel lautet A Time to Die respektive Erich Maria Remarque’s A Time to Love and a Time to Die. Eine deutsche Variante des Titels lautet Zeit zu lieben und Zeit zu sterben.  

## Rezeption

### Kritik
Die Redaktion von TV Spielfilm zeigte mit dem Daumen nach oben, gab dem Film für Anspruch und Spannung je zwei von drei möglichen Punkten, für Action einen und kam zu dem Ergebnis: „Tragische Romanze, sensibel erzählt, kaum kitschig.“
Arte schrieb zur Ausstrahlung des Films: „Symbolisch aufgeladenes Melodram mit Starbesetzung.“

### Auszeichnungen
Der Film war bei der Oscarverleihung 1959 in der Kategorie „Bester Ton“ nominiert, sicherlich vor allem deshalb, weil er die Luftangriffe der Alliierten eindrucksvoll allein über den ständig präsenten knurrenden Brummton der Geschwader zeigt. Eine weitere Nominierung erhielt er bei den Golden Globe Awards 1959 in der Kategorie „Bester Film zur Förderung der Völkerverständigung“. John Gavin wurde für seine Leistung in der Kategorie „Bester Nachwuchsdarsteller“ ausgezeichnet.
Bei den Internationalen Filmfestspielen in Berlin 1958 lief Zeit zu leben und Zeit zu sterben in der Auswahl.